# 大本营陆军讲武学校
大本营陆军讲武学校，又称“军政部讲武堂”、大本营陆军讲武堂，是1923年至1926年中華民國陸海軍大元帥大本營在广州设立的军事学校。

## 历史
1923年冬，在大本營軍政部部長程潜向孫中山建議下，为加强军事力量，大元帅府大本营军政部创办大本营陆军讲武学校。在這間軍校創辦前，程潛在民國十二年（1923）10月在廣州長洲島的廣東海軍學校開辦「大本營軍官教導營」，營長為留學日本士官學校的廖士翹，但是這個教育單位的訓練能量不夠，且缺乏經費，程潛為此向孫中山建議擴大軍事教育機構規模。講武學校的創校經費由军政部职员江西人周鉴宏出资。校址设在广州北较场广东陆军医院旧址。大本营军政部长程潜兼校长。監督周貫鴻、军校教育长李明灏（李仲堅），负责筹备一切和校址的选取。講武學校在民國十三年（1924）1月正式完成改組遷校。
由於程潛缺乏自有財源，軍校開辦後立刻出現預算問題，為此程潛向孫中山求助，將廣東省的土絲、臺炮收得的一部份稅款撥給軍校當作辦校費用。大本營講武學校初期招收學員分成兩隊，共220餘人，第一隊隊長廖士翹、第二隊隊長章鴻春，大部分主要幹部是由留學日本士官學校的軍官擔任。而由於原本此軍校由程潛開辦的軍官訓練營改組，因此學員中仍以湖南人占多數，有相當濃厚的省籍色彩。
在大本營講武學校開辦初期，該校面對的是大本營由蘇聯贊助成立的黃埔軍校在民國十三年（1924）2月登報向各省招攬學生入學，講武學校受到黃埔軍校挖角學生的強大挑戰，有許多在校生私下報考黃埔軍校，面對此一情況大本營講武學校雖然曾試圖用軟禁或是勸說等方式挽留學員，但大部分結果是失敗的，一部份學員成功轉學，或是寧願從學校退學再報考黃埔軍校。
由於大本營講武學校在資源上遠不如黃埔軍校充裕，且學生態度上更偏向加入黃埔軍校，最後講武學校教官將此事上報孫中山，大本營決定停辦講武學校，並且將當時還在受訓的兩個學生隊移編黄埔军校，在同年11月19日，198位講武學校一、二隊學員整合為黃埔軍校第一期第六隊，因為數量超額，一部份學員編入黃埔二期繼續進行訓練，原本講武學校的教官則移編給黃埔軍校繼續任教，此後大本營講武學校已名存實亡。
民國十五年（1926）春，根据广东国民政府统一军事政治教育的决定，大本營講武學校正式宣告關閉。

## 校友
大本营陆军讲武学校由于校长程潜是湖南籍革命元老，因此招收了大量湖南籍特别是醴陵籍子弟，如左权、陈赓、袁仲贤、宋希濂、李默庵、邓文仪等人。讲武堂与次年成立的黄埔军校合并，这些湘籍子弟几乎都成了黄埔军校第一期的学生。——这也是黄埔军校一期、二期多湖南籍特别是醴陵人的缘故。
- 第一期
- 陈赓：1923年底在长沙秘密考入该校。入校后认为该校不具备办学条件，教育方式也还是旧军校那套。1924年黄埔军校第一期招生，正是其理想中进行革命军事训练的地方，偷偷考入黄埔一期。被大本营陆军讲武学校开除学籍。 陈赓去找了校长程潜、学校教育长李明灏、黄埔军校党代表廖仲恺、校长蒋介石，说讲武堂的同学都愿意到黄埔军校来学习，最终促成讲武堂第一期、第二期学生大量转入黄埔一期。
- 左权
- 袁仲贤
- 宋希濂
- 李默庵
- 邓文仪